# Bruce Springsteen
Bruce Frederick Joseph Springsteen (Long Branch, New Jersey, 23. rujna 1949.) američki je rock pjevač, kantautor i gitarist. Springsteen djeluje kao solo glazbenik s pratećim E Street Bandom.

## Životopis

### Rani život
Springsteen je rođen i odrastao u Freeholdu, New Jersey. Njegov otac, Douglas Frederick Springsteen, bio vozač autobusa nizozemskog i irskog podrijetla. Njegova majka, Adele Ann Zirilli, radila je na sudu, a roditelji su joj bili imigranti iz Italije. Odgojen kao katolik, Springsteen je pohađao crkvenu školu, u kojoj se nije slagao s redovnicama i drugim učenicima. Nije se uklopio ni u srednju školu. Završio je srednju školu, ali mu to nije bilo tako važno, pa se čak nije ni pojavio na završnoj ceremoniji. Kad je sa sedam godina vidio Elvisa Presleyja u emisiji Eda Sullivana, počeo se sve više zanimati za glazbu. S 13 godina kupio je svoju prvu gitaru za 18 dolara i počeo vježbati s lokalnim gitaristom. 1965. godine otišao je do kuće Texa i Marion Vinyard, koji su sponzorirali mlade sastave u gradu. Oni su mu pomogli da postane prvi gitarist sastava The Castiles, a kasnije je postao i pjevač grupe. The Castiles su snimili dvije svoje pjesme i svirali svugdje, pa i u Greenwich Villageu. Marion Vinyard rekla je jednom kako je povjerovala Springsteenu kad je, kao mladić, rekao da će postići veliki uspjeh. Njegova sestra, Pamela Sue Springsteen, kratko se bavila glumom, ali je ubrzo napustila film kako bi se posvetila fotografskoj karijeri.
Od 1969. do 1971., Springsteen je nastupao po New Jerseyju sa Steveom Van Zandtom, Dannyjem Federicijem i Vinijem Lopezom u sastavu zvanom Child, kasnije preimenovanom u Steel Mill.
Iako je kasnije postao glazbenik svjetskog ugleda, Springsteenovi korijeni odražavali su se u njegovoj glazbi, a on sam često je spominjao "veliku državu New Jersey" na svojim koncertima.
Springsteen je često bio poznatiji po svom nadimku "The Boss". Premda je prvotno izjavio da mu se ne sviđa - ponekad tako na koncertima u šali zove sam sebe. Nadimak je dobio dok je kao mladić tijekom šezdesetih svirao sa sastavom po klubovima. Na sebe bi uzimao zadatak da naplaćuje gaže za sastav i sam raspodjeljuje novac među članovima.

### 1972. – 1974.
1972. potpisao je ugovor za solo album s Columbia Records, uz pomoć Johna Hammonda, koji je deset godina prije potpisao ugovor s Bob Dylanom. Springsteen je u studio doveo stare poznanike te na taj način osnovao E Street Band. Njegov prvi album, Greetings from Asbury Park, N.J., objavljen u siječnju 1973., osvojio je kritiku, iako je prodaja albuma bila slaba. Zbog snažnih tekstova i glazbom s korijenima u folk-rocku, kao u pjesmama "Blinded by the Light" i "For You", kritičari su ga uspoređivali s Bob Dylanom.
U rujnu 1973. izašao je drugi Springsteenov album, The Wild, the Innocent & the E Street Shuffle, i opet pokupio pohvale kritičara, ali bez komercijalnog uspjeha. Springsteenove pjesme postale su većeg formata i tematskog opsega, s E Street Bandom u pozadini koji je pružao manje folk, a više R&B zvuk, a tekstovi su često romantizirali tinejdžerski ulični život.
22. svibnja 1974. u bostonskom listu The Real Paper, glazbeni kritičar Jon Landau napisao je kritiku sa Springsteenova koncerta: "Vidio sam budućnost rock and rolla, a ona se zove Bruce Springsteen. I kad sam se poželio osjećati mlađim, pružio mi je osjećaj kao da slušam glazbu po prvi put." Landau je kasnije postao Springsteenov menadžer i producent, pomažući mu da završi novi, antologijski album, Born to Run. Springsteen je davao sve od sebe da napravi album koji će biti komercijalno uspješan.

### 1975. – 1981.
Izlaskom albuma Born to Run, u kolovozu 1975., Springsteen je konačno postigao veliki uspjeh. Singlovi "Born to Run", "Thunder Road", "Tenth Avenue Freeze-out" i "Jungleland" postali su veliki hitovi na radio postajama te su ostali prisutni na njima do danas. Obožavatelji su smatrali da je to jedan od najboljih rock and roll albuma svih vremena i definitivno Springsteenov najbolji uradak. Učvrstio ga je kao iskrenu i dinamičnu rock & roll ličnost koja govori za i u ime velikog dijela rock publike. Kao vrhunac uspjeha, Springsteen se pojavio na naslovnicama Timea i Newsweeka u istom tjednu, 27. listopada 1975. Zanimanje za njega iznenada je poprimilo masovne razmjere pa se Springsteen i bunio tijekom svoje prve prekomorske avanture, trgajući promotivne postere prije koncerta u Londonu.
Pravna bitka s bivšim menadžerom Mikeom Appelom nije dopuštala Springsteenu ulazak u studio više od dvije godine, a u to vrijeme držao je E Street Band na okupu velikom američkom turnejom. Iako je često nastupao s optimističnim žarom, nove pjesme koje je pisao i često ih po prvi put izvodio na koncertima, bile su dosta mračniji ton za razliku od velikog dijela njegova prijašnjeg rada. Nagodivši se s Appelom 1977., Springsteen se konačno vratio u studio i snimio Darkness on the Edge of Town (1978.). Glazbeno, ovaj album bio je prekretnica u Springsteenovoj karijeri. Pjesme su bile kompleksnije i pažljivije napisane te su počele reflektirati Springsteenovu intelektualnu i političku svijest. Neki Springsteenovi obožavatelji smatraju kako je Darkness njegov najbolji i najdosljedniji album; pjesme kao što su "Badlands" i "The Promised Land" postale su obavezni dio koncertnog repertoara u godinama koje su slijedile, dok se pjesma "Prove it All Night" jako dugo emitirala na radio postajama.
Kasnih sedamdesetih, Springsteen je zaradio izgradio jaku reputaciju u pop svijetu kao kantautor čiji je materijal mogao pomoći drugim sastavima da se probiju s hit-singlom. Mannfred Mann's Earth Band došao je na prvu poziciju američku pop-liste s obradom pjesme Blinded by the Light početkom 1977. Patti Smith dostigla je trinaestu poziciju sa svojom izvedbom Springsteenove neobjavljene pjesme "Because the Night" 1978., dok su The Pointer Sisters imali hit broj 2 1979. s također neobjavljenom Springsteenovom pjesmom "Fire".
Springsteen se nastavio fokusirati na život radne klase i na dvostrukom albumu The River iz 1980., koji je konačno donio njegov vlastiti prvi hit-singl "Hungry Heart". Album se sastojao od dijametralno suprotnih pjesama, od onih veselih do emocionalno intenzivnih balada. Album se prodavao dobro, a nastavak je pružila velika turneja 1980. i 1981., koja je pružila koncerte u Europi, da bi završila velikim stadionskim koncertima u većim američkim gradovima.

### 1982. – 1989.
Springsteen je odjednom skrenuo s normalne rock putanje, koja je uključivala The River, da bi snimio akustični solo album Nebraska 1982. Prema njegovoj biografiji, Springsteen se nalazio u depresivnom stanju kad je napisao ovaj materijal, a rezultat je bio surovi opis američkog života. Naslovna pjesma govorila je o ubojstvu Charlesa Starkweathera. Prema Marshu, Springsteenovu biografu, album je zapravo počeo s demosnimkom za nove pjesme koje bi trebao odsvirati s E Street Bandom - ali tijekom snimanja, Springsteen i producent Landau zaključili su da pjesme zvuče bolje u akustičnoj solo verziji.
Dok se Nebraska nije prodavala osobito uspješno, zaradila je odlične ocjene kritičara (proglašen je albumom godine u izboru kritičara magazina Rolling Stone) i utjecala na neke kasnije radove drugih velikih glazbenika, kao na U2 s albumom The Joshua Tree. Album je pomogao da se stvori novi glazbeni žanr, poznat kao lo-fi glazba. Springsteen nije išao na turneju nakon izlaska albuma.
Springsteen je vjerojatno najpoznatiji po albumu Born in the U.S.A. (1984.), koji je prodan u 15 milijuna primjeraka i postao jedan od najprodavanijih albuma svih vremena, a sedam singlova našlo je mjesto u top 10. Nakon albuma slijedila je velika uspješna svjetska turneja. Naslovna pjesma bio je ogorčeni komentar tretmana Vijetnamskih veterana, među kojima su bili i neki od članova Springsteenova pratećeg sastava. Pjesma je naširoko pogrešno interpretirana kao nacionalistička, te je u vezi s predsjedničkom kampanjom 1984. postala dio predizborne kampanje. Springsteen je također odbio nekoliko milijunskih ugovora od strane korporacije Chrysler za korištenje pjesme u njihovoj reklami. (Kasnije je Springsteen izvodio pjesmu samo na akustičnoj gitari kako bi istaknuo pravo značenje pjesme.). "Dancing in the Dark" bio je najveći od sedam hit-singlova s albuma, završivši na drugom mjestu Billboardove ljestvice. U spotu za pjesmu nastupila je mlada Courtney Cox plešući na pozornici sa Springsteenom. Bio je to nastup koji će biti odskočna daska u glumičinoj karijeri.
Period s albumom Born in the U.S.A. predstavljao je Springsteenov vrhunac u popularnoj kulturi te je stekao najširi krug obožavatelja koji je ikad imao. Live/1975-85, peterostruki box-set (također izdan na tri CD-a), izdan je krajem 1986. te također postigao veliki uspjeh, prodavši se u 13 milijuna primjeraka u SAD-u i postao prvi box-set koji je osvojio prvo mjesto na ljestvici najprodavanijih albuma u Americi. Jedan je od najprodavanijih live albuma svih vremena.
Nakon ovog komercijalnog vrhunca, Springsteen je 1987. objavio mnogo mirniji i zamišljeniji album Tunnel of Love, zreli pogled na pronađenu, izgubljenu i prokockanu ljubav. Album proriče raspad njegovog prvog braka s glumicom Julianne Phillips. 
Album je imao nastavak turnejom Tunnel of Love Express koja je uzdrmala obožavatelje zbog promjena pozornice, nedostatka hitova na koncertima i pjesama aranžiranih za puhaće instrumente; tijekom europske turneje 1988., Springsteenova veza s pratećom pjevačicom E Street Banda, Patti Scialfa, postala je javna. Kasnije iste godine, Springsteen je ponovno završio na naslovnicama zbog turneje Human Rights Now! za Amnesty International. U jesen 1989., Springsteen je raspustio E Street Band, a on i Scialfa su se preselili u Kaliforniju.

### 1990-e
Springsteen se oženio Scialfom 1991.; dobili su troje djece, 1991., 1993. i 1995.
1992., nakon riskiranja zbog "odlaska u Hollywood" zbog selidbe u Los Angeles (radikalan potez za nekog tako povezanog s industrijskim životom New Jerseyja) i suradnje s drugim glazbenicima, Springsteen je objavio dva albuma odjednom. Human Touch i Lucky Town bili su još više introspektivni nego bilo koji od njegovih prethodnih albuma. Osim toga, također se isticala njegova samopouzdanost koju je isijavao. Za razliku od svoja prva dva albuma, na kojima je sanjao o sreći, i sljedeća četiri, koja su pokazala strah od nje, Springsteen na trenutke na albumu Lucky Town, tvrdi da je sretan.
Neki obožavatelji E Street Banda imali su (a imaju ga i dalje) slabo mišljenje o ova dva albuma (pogotovo Human Touch), te nisu pratili turneju s bendom zvanim "Other Band", nazvanom "Other Band Tour". Za druge obožavatelje, međutim, koji su poznavali Springsteena nakon 1975. i konsolidacije E Street Banda, the "Other Band" Tour bila je jedinstvena prilika da vide Springsteena kako surađuje na pozornici s drugom grupom glazbenika.
Pojava električnog sastava u emisiji MTV-a MTV Plugged (koncert je poslije izdan pod imenom In Concert/MTV Plugged) prihvaćena je s neodobravanjem.
Springsteen, višestruki dobitnik Grammyja, također je osvojio Oscara 1994. za svoju pjesmu "Streets of Philadelphia", koja se pojavila na soundtracku filma Philadelphia. Pjesma, zajedno s filmom, dočekana je s odobravanjem zbog suosjećajnog portreta homoseksualca koji umire od AIDS-a. Spot za pjesmu snimljen s originalnim Springsteenovim glasom, snimljenim pomoću skrivenog mikrofona i nadosnimljen ranije snimljenom instrumentalnom dijelu. Ova tehnika nastala je na snimanju spota "Brilliant Disguise".
1995., nakon privremene reorganizacije E Street Banda radi snimanja nekoliko pjesama za njegov prvi Greatest Hits album, izdao je svoj drugi (uglavnom) solo album odsviran na gitari, The Ghost of Tom Joad. Album je slabije primljen nego hvaljena i slična Nebraska, ponajviše zbog nemelodičnosti i pjevanja kroz nos. Na dugoj svjetskoj, akustičnoj, solo turneji Ghost of Tom Joad Tour na maloj pozornici, odsvirane su i starije poznate pjesme, ali u akustičnoj verziji, pa je Springsteen morao tražiti od publike da bude mirna tijekom nastupa.
1999. Springsteen i E Street Band ponovno su službeno udružili snage i otišli na široku turneju, nazvanu "Reunion Tour", koja je trajala više od godinu dana.

### 2000-e
Springsteenova Reunion turneja s E Street Bandom završila je trijumfalno desetodnevnom rasprodanom svirkom u Madison Square Gardenu u New Yorku sredinom 2000. Koncerti su izazvali kontroverze zbog nove pjesme "American Skin (41 Shots)" o policijskom ubojstvu Amadou Dialloa. Zadnji koncerti u Madison Square Gardenu snimljeni su te izdani na CD-u i DVD-u kao Bruce Springsteen & the E Street Band: Live in New York City.
2002. Springsteen je objavio prvi studijski album nakon 18 godina, The Rising, koji je producirao Brendan O'Brien. Album, najvećim dijelom reakcija na napade 11. rujna, pokupio je pohvale i od kritike i od publike. Postao je najprodavaniji Springsteenov novi materijal u 15 godina. Springsteen i sastav odsvirali su nekoliko pjesama na "The Today Show" iz njegovog rodnog Asbury Parka u kolovozu 2002., pri tom pripremajući pozornicu za novu turneju. "The Rising Tour" počela je u isto vrijeme, prolazeći kroz razne pozornice u Americi i Europi kako bi promovirala album, da bi se vratila na višenoćne stadionske koncerte 2003. I dok je Springsteen zadržao odane obožavatelje svugdje (posebno u Europi), njegova opća popularnost opala je tijekom godina u nekim južnim i srednjozapadnim predjelima SAD-a. Ali još je bila snažna u Europi i duž američkih obala. Bez presedana je njegov 10-dnevni koncert na stadionu Giantsa u New Jerseyju, a zaradu od ulaznica nije dostigao nijedan drugi glazbenik.
Na dodjeli Grammyja 2003., Springsteen je izveo pjesmu grupe The Clash "London Calling" zajedno s Elvisom Costellom, Daveom Grohlom i članom E Street Banda Stevenom van Zandtom u počast pokojnom Joeu Strummeru; Springsteen i The Clash jedno vrijeme su bili smatrani za rivale po prodaji albuma, u vrijeme duplog The River i trostrukog Sandinistal.
2004. Springsteen je najavio da će on i the E Street Band sudjelovati na politički motiviranoj turneji "Vote for Change", u suradnji s Johnom Mellencampom, Johnom Fogertyjem, the Dixie Chicks, R.E.M., Jurassic 5, Dave Matthews Bandom, Jackson Browneom i drugim glazbenicima. Svi koncerti trebali su biti održani u državama s neodlučnim glasačima, kako bi pomogli MoveOn.org i ohrabrili ljude da glasaju protiv Georgea W. Busha. Finalni kocert održan je u Washingtonu, na kojem su nastupili mnogi glazbenici zajedno. Nekoliko dana poslije, Springsteen je održao jedan takav koncert u New Jerseyju. Dok je u proteklim godinama Springsteen svirao dobrotvorne koncerte za ciljeve u koje je vjerovao - protiv nuklearne energije, za vijetnamske veterane, Amnesty International i institut Christic - uvijek se suzdržavao od izjava koje bi favorizirale nekog političkog kandidata. Springsteenova pjesma "No Surrender" postala glavna glazbena tema neuspješne predsjedničke kampanje Johna Kerryja; u zadnjim danima kampanje, izveo je akustičnu verziju pjesme i neke svoje stare pjesme na Kerryjevim skupovima.
Devils & Dust objavljen je 26. travnja 2005., a snimljen je s E Street Bandom. To je tihi, pretežito akustični album, sličan kao Nebraska i The Ghost of Tom Joad, iako malo više instrumentalniji. Dio materijala napisan je gotovo 10 godina prije, tijekom ili malo nakon turneje Ghost of Tom Joad Tour. Neke pjesme su već bile izvedene uživo, ali nikad objavljene. Naslovna pjesma govori o osjećajima i strahovima običnog vojnika o ratu u Iraku. Starbucks je odbio sponzorirati album, djelomično zbog njegova seksualno eksplicitnog sadržaja, ali i zbog Springsteenove anti-korporativne politike. Bez obzira na to, album je bio najprodavaniji u 10 zemalja (SAD, Austrija, Švicarska, Švedska, Danska, Italija, Njemačka, Nizozemska, Ujedinjeno Kraljevstvo i Irska).
Springsteen je započeo solo turneju Devils & Dust Tour u isto vrijeme kad je album i objavljen, svirajući u manjim i većim mjestima. Broj publike bio je razočaravajući u nekim regijama, a ulaznice su se svugdje mogle naći puno lakše nego prije. Za razliku od svoje turneje sredinom devedesetih, na ovoj je svirao više instrumenata dajući tako raznolikost svojim solo nastupima.
U studenom 2005. senatori iz New Jerseyja Frank Lautenberg i John Corzine predložili su u američkom Senat dodjelu priznanja Springsteenu kako bi odali počast za 30. obljetnicu izlaska albuma Born to Run. Općenito, ovakva su priznanja glatko prolazila na glasovanju. Iz nepoznatih razloga, ovo priznanje nije prošlo na glasovanju. U istom mjesecu, radio Sirius Satellite započeo je 24-satni glazbeni maraton koji je ttrajao cijeli tjedan, a zvao se "E Street Radio". Neprekidno se emitirala Springsteenova glazba, uključujući i rijetke pjesme, intervjui i koncerti s E Street Bandom snimljeni tijekom karijere.
U travnju 2006. Springsteen je objavio još jedan neobični album, We Shall Overcome: The Seeger Sessions, projekt s 15 izvornih američkih folk pjesama Petea Seegera. Snimljen je s velikim ansamblom glazbenika, među kojima su bili Patti Scialfa, Soozie Tyrell i The Miami Horns od prošlih suradnika. Za razliku od prijašnjih albuma, ovaj je snimljen u tri dana, a često se može čuti Springsteena kako uzvikuje upute bendu tijekom snimanja pjesama. Turneja The Bruce Springsteen with The Seeger Sessions Band Tour počela je istog mjeseca, a na njoj je sviralo 18 glazbenika ansambla zvanih Seeger Sessions Band. Turneja je bila vrlo uspješna u Europi, uvijek rasprodana i hvaljena od kritičara, ali novine su izvještavale da u Americi nije zapažena velika zainteresiranost. Krajem 2006., The Seeger Sessions tour dvaput je obišla Europu te jednom Ameriku.
Springsteenov predposljednji album, nazvan Magic, objavljen je 2. listopada 2007. Snimljen je s E Street Bandom, sadrži deset novih pjesama plus "Long Walk Home", koja je prethodno izvedena sa Sessions Bandom, i skrivenom pjesmom, "Terry's Song", posvetom Springsteenovu dugogodišnjem asistentu Terryju Magovernu koji je umro 30. srpnja 2007. Prvi singl "Radio Nowhere" objavljen je za slobodni download 28. kolovoza. 7. listopada album se našao na prvim mjestima top ljestvica u Irskoj i Ujedinjenom Kraljevstvu. Turneja Magic s E Street Bandom počela je s izlaskom albuma po Sjevernoj Americi i Europi.
27. siječnja 2009. objavljuje album Working on a Dream.

## Vanjske poveznice
- Službena stranica Brucea Springsteena
- Rani dani Brucea Springsteena  Arhivirana inačica izvorne stranice od 10. srpnja 2007. (Wayback Machine)
- Lost In The Flood - Kolekcionarska stranica
- The Killing Floor database - Set-liste, stihovi, povijest sastava i vodič za kolekcionare
- Bruce Springsteen u internetskoj bazi filmova IMDb-u (engl.)
- Bruce Springsteen na Rolling Stoneu
- Bruce Springsteen  Arhivirana inačica izvorne stranice od 20. lipnja 2012. (Wayback Machine) na MTVu
- Bruce Springsteen na Allmusic.com